# Santa María de la Victoria
Santa María de la Victoria es una imagen escultórica de la Virgen María, en su advocación de la Victoria, venerada en el Santuario de la Victoria, ubicado en el barrio homónimo de Málaga, España. Es patrona de la ciudad y de la diócesis de Málaga.

## La imagen

### Descripción
Se trata de una escultura de bulto redondo de la Virgen María, realizada en madera de álamo tallada y policromada, en la que se la muestra sentada sobre un risco, con el Niño Jesús sobre su rodilla izquierda. Se desconoce el autor de la imagen, que fue realizada a finales del siglo XV.
Viste una túnica rosada y sobre ella un manto azul. La túnica, que no va ajustada al cuerpo y tiene un escote que deja ver el cuello y parte del pecho, le llega hasta los pies y revela la punta de su zapato derecho. Las mangas tienen amplios huecos que dejan al descubierto los puños de la camisola que lleva debajo. En sus manos, que presenta hacia delante, porta un cetro y un pájaro, ambos de plata dorada. Sobre la túnica, el manto cubre los hombros y los brazos, envolviendo solo la pierna izquierda en la que está sentado el Niño Jesús y formando una serie de pliegues; la rodilla derecha, en cambio, queda insinuada por un gran pliegue de la túnica. Cubriéndole la cabeza lleva una toca que además le cae sobre los hombros y parte de la espalda. Todas las vestiduras están decoradas con la técnica del estofado, empleando motivos vegetales y florales propios del siglo XVIII.
La Virgen tiene un rostro ovalado, con unos ojos marrones, párpados superiores abultados, cejas delgadas y la mirada baja. La nariz es recta y los labios delgados, con un marcado surco nasolabial. La toca deja parcialmente al descubierto su cabello; es de color castaño oscuro y dispuesto con una raya en el medio, que cae en los lados formando ondas y sobre los hombros agrupado en mechones rizados. El cuello, por su parte, es alargado y presenta una forma abultada.
El Niño Jesús es de factura moderna, realizado por Adrián Risueño a mediados del siglo XX en estilo neobarroco, sustituyendo a uno anterior del siglo XIX; lleva una túnica y un manto también estofados, con unos motivos decorativos a imitación de los de los ropajes de la Virgen. Su mano derecha está en actitud de bendecir y presenta los pies cruzados. Tanto el Niño como la Virgen llevan superpuestas sobre sus cabezas sendas coronas de plata dorada.

### Iconografía

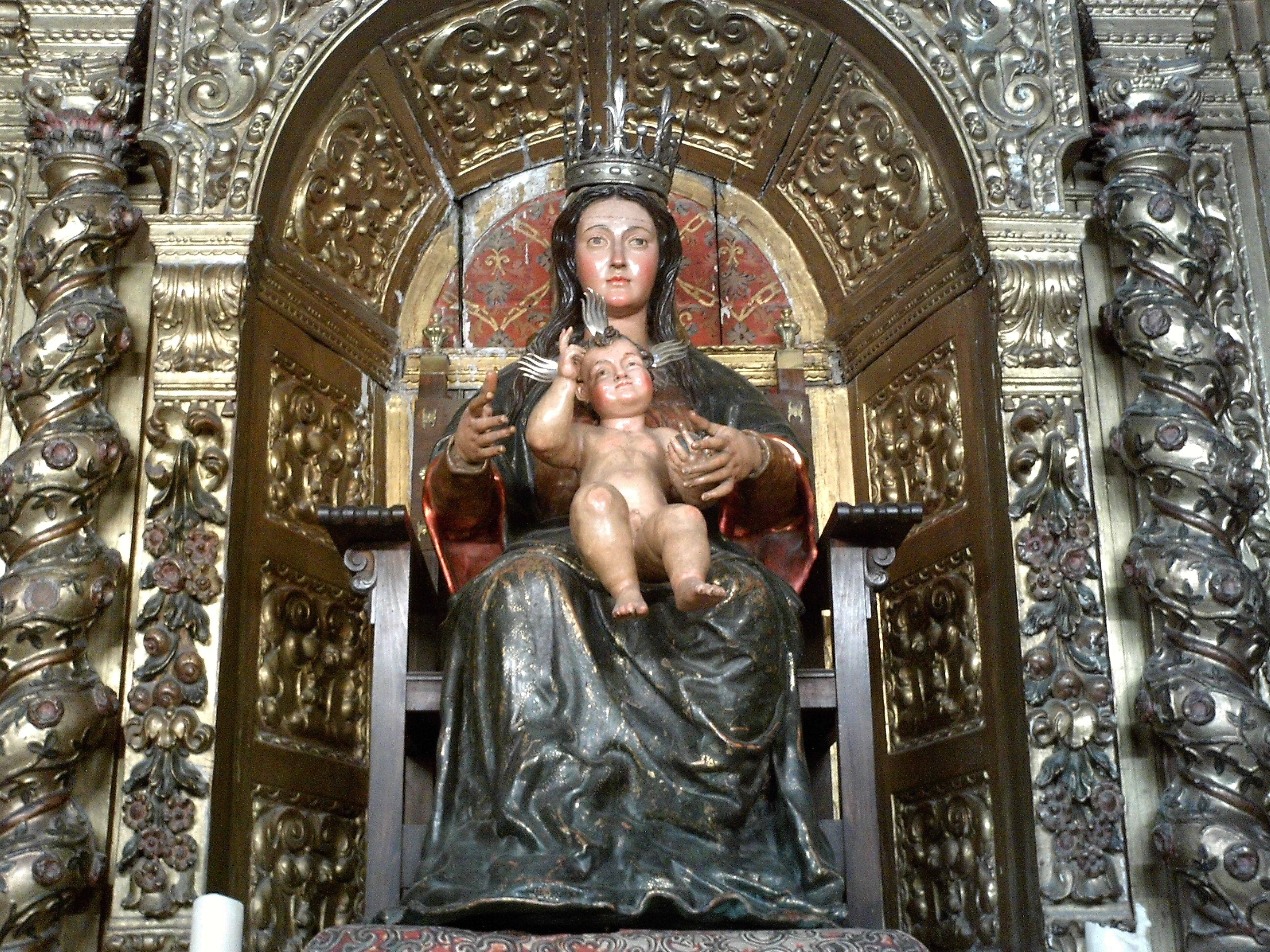
Nuestra Señora de la Victoria (anónimo del), en la Iglesia de Santa Ana de Sevilla. La obra, originaria de un convento de los frailes mínimos, sigue la iconografía de la talla malagueña.

La escultura representa a la Virgen María en posición sedente, con el Niño Jesús sentado sobre su rodilla izquierda con actitud de bendecir. Esta tipología iconográfica, que se conoce como Maiestas o Virgen Majestad, en la que María aparece como trono del Niño, fue muy difundida en el arte románico. Este hunde sus orígenes a su vez en la iconografía bizantina y la representación de la Virgen como Theotokos, Madre de Dios.
Los frailes mínimos, que difundieron por sus conventos la devoción y el culto a Santa María de la Victoria, propagaron también la iconografía que presenta la talla de Málaga. Así, se pueden encontrar muchas otras obras bajo esta advocación que siguen el «modelo malagueño», pues fue la de Málaga la primera imagen de la Virgen de la Victoria de esta orden religiosa.

## Historia
El origen de la imagen de Santa María de la Victoria está ligado a la conquista de Málaga por parte de los Reyes Católicos que tuvo lugar en 1487. Si bien las tropas cristianas que alcanzaron la ciudad tenían la esperanza de que los habitantes se rindiesen y no opusiesen resistencia, tal y como había ocurrido en Vélez-Málaga, la realidad fue que el asedio fue más duro y se prolongó más de lo esperado. Esto, junto a los estragos del caluroso estío y la presencia de focos infecciosos o epidémicos, minó la moral de los soldados cristianos. El rey Fernando decidió entonces comunicar la situación a la reina Isabel, que se encontraba en Córdoba, y ésta se incorporó al cerco para elevar el ánimo de sus tropas.
Fue en este contexto en el que, según la tradición, la Virgen se le apareció al rey en un sueño, dándole ánimos y esperanza para culminar la empresa bélica contra los musulmanes. Le aconsejó que no abandonara y que la llegada de unos monjes al campamento anunciaría la victoria de los cristianos. La Virgen del sueño aparecía sentada, con el Niño Jesús sobre su pierna. Ambos iban coronados como rey y reina de los cielos, y la Virgen portaba en su mano derecha la palma de la victoria. Se trataba de la misma imagen que tenía el rey Fernando en su oratorio de campaña.
La tradición afirma que al poco se presentaron en el campamento unos frailes de la Orden de los Mínimos, recientemente fundada por Francisco de Paula, que venían a solicitar el permiso de los monarcas para establecerse en sus reinos. Ellos infundieron esperanza en nombre de su fundador para que continuase la reconquista. En las crónicas de la orden consta la llegada al campamento real de doce frailes enviados por Francisco de Paula desde el convento de los Mínimos Grandes de Plessis-lès-Tours.
A los pocos días de este hecho, las tropas cristianas conquistaron finalmente Málaga. En agradecimiento por el triunfo, los reyes decidieron que una de las imágenes religiosas que donaron a la ciudad recibiera el título de Santa María de la Victoria, ubicándose en una ermita que se construiría en el mismo lugar donde se había situado el campamento del rey Fernando. Se conoce con certeza la existencia de dicha ermita: en marzo de 1491 los monarcas entregaron, para su cuidado y el culto, al ermitaño fray Bartolomé la "hermita de Nuestra Señora de la Bitoria" y las tierras colindantes, según consta en los libros de repartimientos de Málaga, reservándose ellos su propiedad y patronato tanto sobre la imagen como la capilla. Dos años después, en 1493, los Reyes Católicos la donaron mediante real cédula a los frailes mínimos, y aquel se convertiría en el lugar del primer convento de la orden en España. Desde allí, y a través de sus distintas fundaciones, la orden de los Mínimos propagaría la devoción a la Virgen más allá de Málaga.

## Autoría
Se desconoce el autor de la imagen, aunque los investigadores han propuesto diversos nombres. Para el académico Juan Temboury, la talla podría haber sido obra de un escultor llamado Juan de Figueroa, que formaba parte del séquito de los reyes durante la Reconquista, pero del que se tienen pocos datos. Según Agustín Clavijo García, la imagen podría haber sido realizada por algún escultor cercano a Lorenzo Mercadante de Bretaña, que estuvo activo a mediados del siglo XV en Sevilla.
Para el historiador José Luis Romero Torres la talla se trata de una producción andaluza, "realizada por algún artista de formación flamenca que mantiene rasgos de cierto arcaísmo en el tratamiento de los plegados". Romero aprecia similitudes estilísticas de la imagen de Santa María de la Victoria con la obra de Jorge Fernández, escultor por aquel momento afincado en Córdoba, que trabajó en el retablo mayor de la catedral de Sevilla. En concreto, observa similitudes con la Virgen de la Epifanía (retablo de la mencionada catedral sevillana) o con la imagen de Nuestra Señora de la Aliseda (patrona de Cumbres de San Bartolomé, en Huelva, atribuida a él).

## Devoción
Los orígenes de la devoción a Santa María de la Victoria están vinculados a la Orden de los Mínimos, a quienes en 1493 se les entregó la custodia de la ermita donde se encontraba la imagen. Ellos fomentaron y propagaron su devoción a través de las iglesias conventuales que tenían en distintos puntos de la geografía española, con imágenes que reproducían la iconografía de la venerada en Málaga.
Por breve del Papa Pío IX fechado el 8 de diciembre de 1867 fue declarada oficialmente Patrona Principal de toda la diócesis de Málaga.
Fue oficialmente coronada por el nuncio de Su Santidad, don Cayetano Cicognani, el 8 de febrero de 1943.

### Festividad

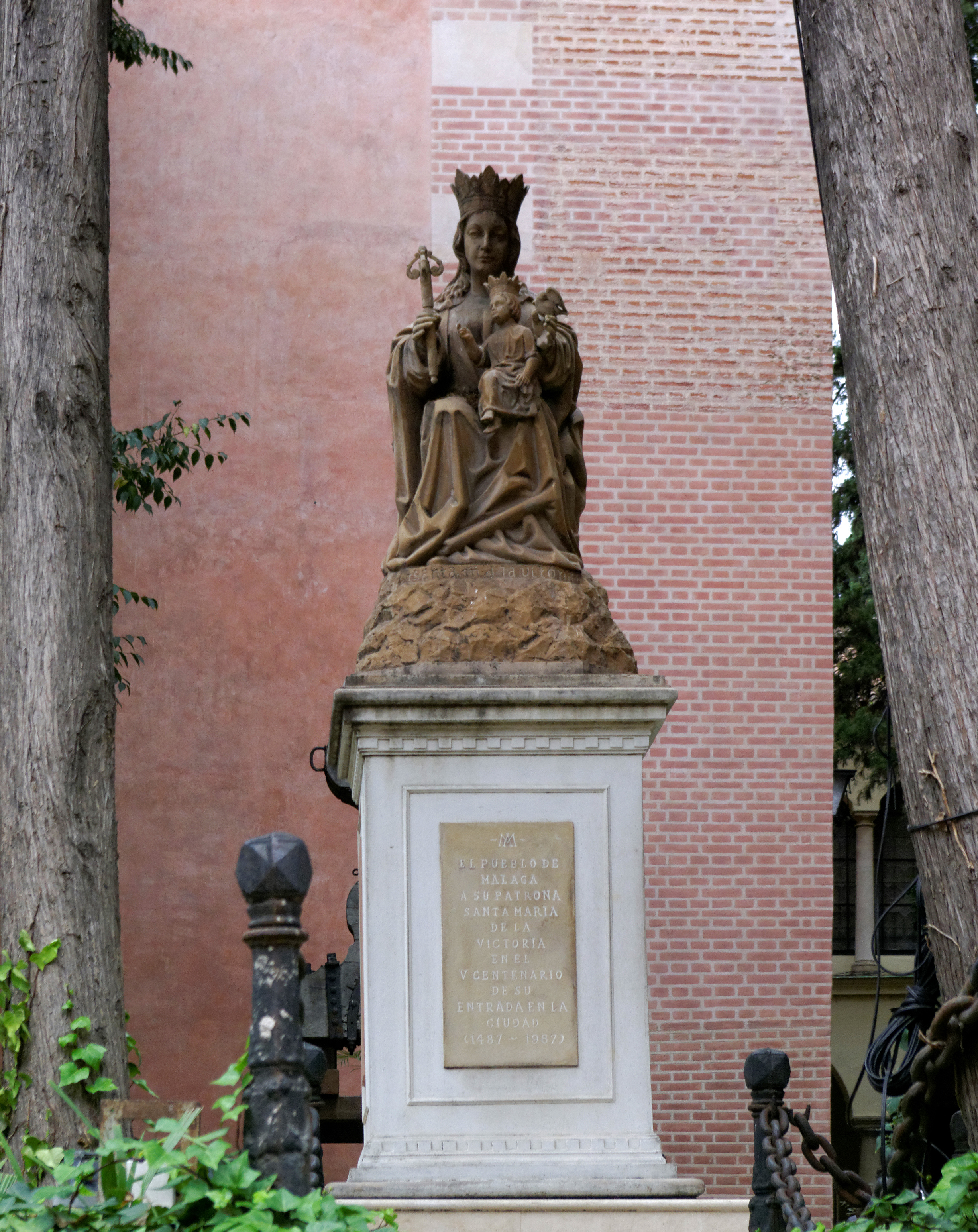
Monumento a Santa María de la Victoria en los jardines de la catedral de Málaga.

Su festividad se celebra anualmente el día 8 de septiembre, fecha en la que la Iglesia católica celebra la solemnidad de la Natividad de la Santísima Virgen María. La importancia de la celebración en la ciudad hace que sea un festivo local.
Sin embargo, los días previos tienen ya lugar actos de devoción a la patrona. Estos comienzan el domingo anterior al 30 de agosto con el traslado de la imagen por las calles de la ciudad, desde su santuario hasta la catedral, durante el rezo del rosario (rosario de la Aurora). Ya en el principal templo de la diócesis el traslado finaliza con la celebración de una eucaristía. Los días siguientes hasta su festividad tiene lugar una novena, durante la cual la imagen de Santa María de la Victoria preside el altar mayor de la catedral de Málaga.
El 8 de septiembre se celebra la misa estacional presidida por el obispo de la diócesis. A la eucaristía asisten representaciones del Ayuntamiento de Málaga, la Diputación Provincial, la Junta de Andalucía y del Gobierno de España, que previamente realizan una ofrenda floral a la patrona. Tras la eucaristía tiene lugar una popular ofrenda de flores en el atrio de la fachada principal de la catedral. Por la tarde la Virgen es llevada, en procesión triunfal, de vuelta al Santuario de la Victoria.

### Romería de la Victoria
En el mes de agosto se celebra la Feria de Málaga, que conmemora la toma de la ciudad por parte de los Reyes Católicos. Al inicio de los festejos se enmarca la Romería de la Victoria. Se trata de una peregrinación tradicional que comienza en el Ayuntamiento de Málaga y termina en el Santuario de la Victoria, donde se ofrece la bandera de la ciudad a la Virgen, implorando su protección, y se realiza una ofrenda floral. En la comitiva participan caballos engalanados, carruajes, grupos de baile y cante de malagueñas, pandas de verdiales, y diversas agrupaciones tradicionales.

## Marchas Dedicadas
Banda de Música:
- Virgen de la Victoria, Jacinto Fernández Leiva (1994)
- Málaga a su Virgen de la Victoria, Ginés Sánchez Torres (1995)
- A la Virgen de la Victoria, Gabriel Robles Ojeda (s/f)
- Santa María de la Victoria, Sergio Bueno de la Peña (2005)
- Gloria a Ti, Narciso Pérez del Campo (2007)
- Madre de Málaga, José María Muñoz Cabrera (2012)
- Victoria de Nuestras Vidas, Óscar Mosteiro Mesa (2015)